# 克里斯·拉金
克里斯·拉金（Chris Larkin，1967年6月19日—）是英國的一位演員。他的父母是演員瑪姬·史密斯和羅伯特·史蒂芬斯，而拉金也曾經就讀於倫敦音樂與戲劇藝術學院。